# Clathrinidae
Famille
Les Clathrinidae constituent une famille d'animaux de l'embranchement des éponges (les sont éponges des animaux sans organes ou appareils bien définis), dans l'ordre des Clathrinida (éponges calcaires).

## Liste des  genres
Selon World Register of Marine Species (2 mars 2016) :
- genre Arturia Klautau, Azevedo, Cóndor-Luján, Rapp, Collins & Russo, 2013 -- 11 espèces
- genre Borojevia Klautau, Azevedo, Cóndor-Luján, Rapp, Collins & Russo, 2013 -- 6 espèces
- genre Brattegardia Klautau, Azevedo, Cóndor-Luján, Rapp, Collins & Russo, 2013 -- 1 espèce
- genre Clathrina Gray, 1867 -- 55 espèces
- genre Ernstia Klautau, Azevedo, Cóndor-Luján, Rapp, Collins & Russo, 2013 -- 8 espèces
- genre Guancha Miklucho-Maclay, 1868 -- 12 espèces

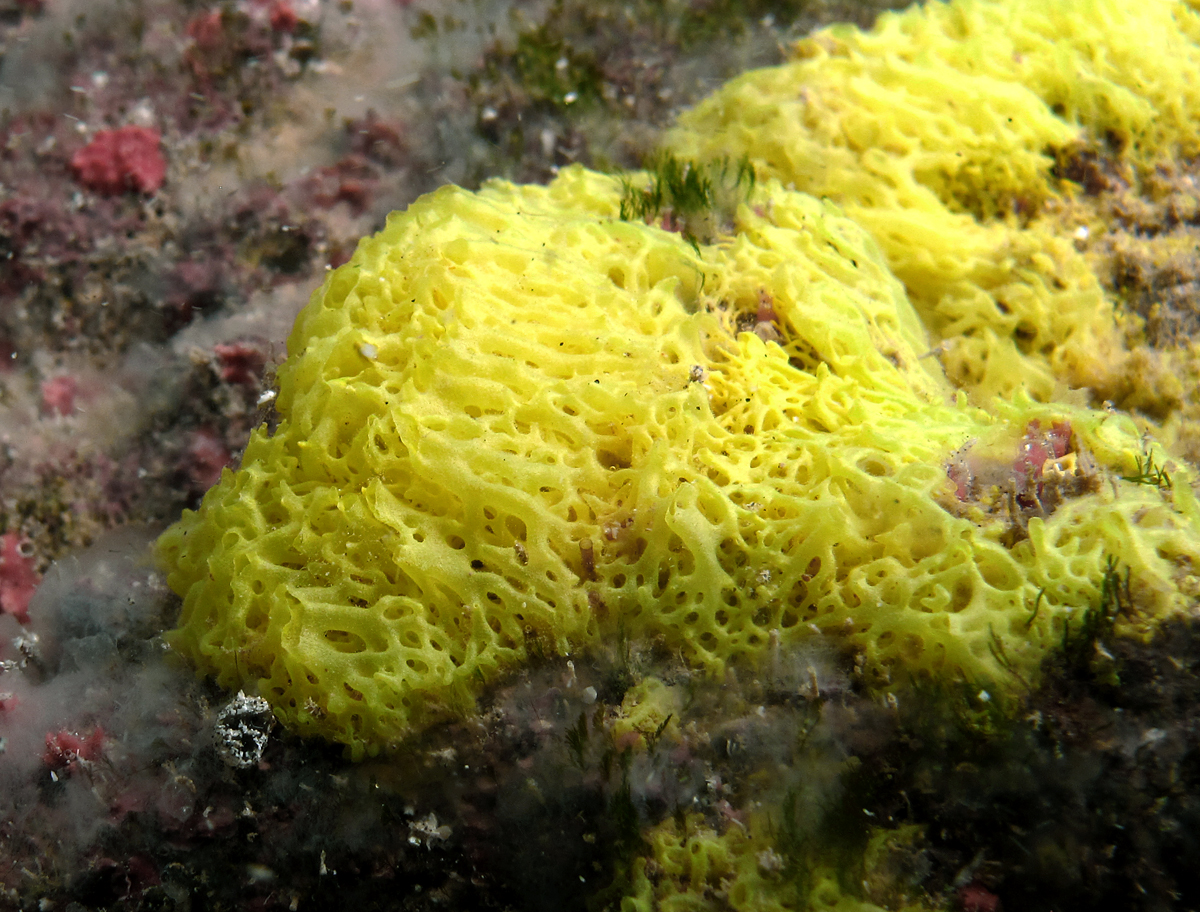
Clathrina darwinii
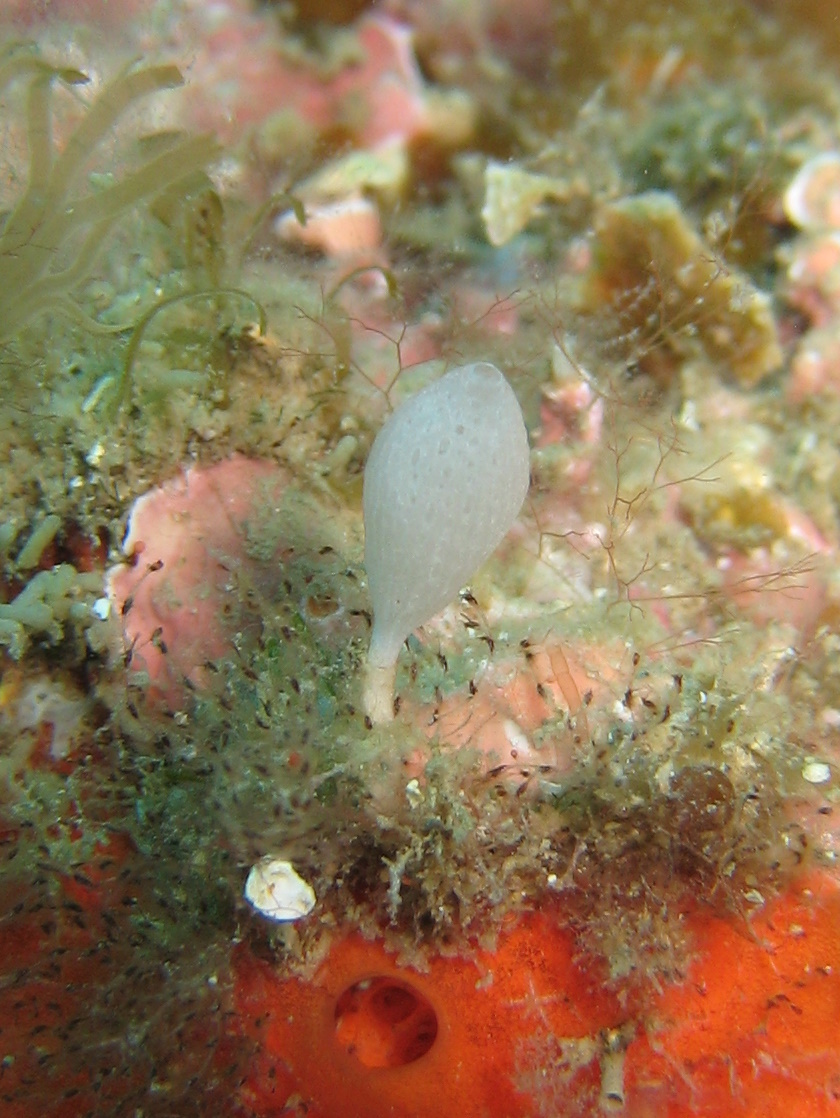
Clathrina lacunosa